# Joaquín Yarza Luaces
Joaquín Yarza Luaces (Ferrol, 16 d'agost de 1936 - Barcelona, 6 de març de 2016) fou un historiador de l'art gallec. Format a la Universidad Complutense de Madrid, esdevingué professor de la Universitat de Barcelona (1974-1981), i després catedràtic de la Universitat Autònoma de Barcelona (1981- fins a la seva jubilació com a emèrit), on va desenvolupar una llarga tasca docent. Estudiós de Gil de Siloé, fou un dels definidors de la personalitat de l'escultor Alejo de Vahía. Medievalista eminent, es va dedicar a l'estudi de la miniatura medieval i renaixentista.
Fou l'autor molt prolífic, amb uns tres-cents títols publicats. Una de les seves obres més consultades i reeditades és Arte y arquitectura en España 500-1250 (Madrid, Cátedra 1979). Dirigí el catàleg d'escultura i pintura medieval del Museu Frederic Marès de Barcelona (1991). Entre les seves troballes destaca, el 1996, l'estudi del Llibre d'hores de la reina Maria de Navarra, obra del pintor català Ferrer Bassa, cosa que el portà a posar en dubte, per comparació estilística, l'autoria dels murals del Monestir de Pedralbes, documentats com d'aquest pintor i considerats com la seva gran obra. També ha estudiat els Retaules gòtics de la Seu de Manresa (1993), en una edició destinada a un públic culte però no necessàriament especialitzat. Fou comissari de diverses exposicions i té una àmplia nòmina de deixebles.
Fou membre de la Junta de Calificación, Valoración y Exportación de Bienes del Patrimonio Histórico Español, del Ministerio de Cultura, i de la junta homònima de la Generalitat de Catalunya.

## Obres destacades

### Autor
- Iconografía de la miniatura castellano-leonesa. Siglos XI y XII. (Extracto Tesis). Ediciones Castilla: Madrid, 1973
- Arte y arquitectura en España 500-1250. Cátedra (Manuales Arte): Madrid, 1979 (9ª ed., 2000)
- Arte medieval (Historia del arte hispánico, II). Alhambra: Madrid, 1980 (2ª ed., 1982)
- El Pórtico de la Gloria. Ed. Cero Ocho–Alianza: Cuenca-Madrid, 1984
- Arte asturiano, arte “mozárabe”. Servicio de Publicaciones, Universidad de Extremadura (Cuadernos de historia del arte, 5): Cáceres, 1985
- Formas artísticas de lo imaginario Anthropos (Palabra plástica, 9): Barcelona, 1987
- El arte gótico II. Historia 16 (Historia del arte, 20): Madrid, 1991
- La pintura del antiguo Egipto. Ed. Vicens- Vives (Historia visual del arte, 2): Barcelona, 1991
- Gil de Siloé Historia 16 (Cuadernos de Arte Español, 3): Madrid, 1991
- Baja Edad Media. Los siglos del gótico. (Introducción al Arte español). Sílex: Madrid, 1992
- El arte bizantino. Anaya (Biblioteca Básica de Arte). Madrid, 1991. (Edición italiana, Fenice 2000, Milán 1995)
- Los Reyes Católicos. Paisaje de una monarquía. Nerea: Madrid, 1993
- Retaules gòtics de la Seu de Manresa. Angle Editorial (Patrimoni Artístic de la Catalunya Central, 1): Manresa, 1993
- Jan van Eyck Historia 16 (El Arte y sus creadores, 5): Madrid, 1994
- Fuentes de la Historia del Arte I. Historia 16 (Conocer el Arte, 21): Madrid, 1997
- El Bosco y la pintura flamenca de los siglos XV- XVI. Guía de sala. Fundación Amigos del Museo del Prado- Alianza Editorial: Madrid, 1998 (edición en inglés)
- El Jardín de las Delicias de El Bosco. T.F. Editores: Madrid, 1998
- Beato de Líebana. Manuscritos iluminados. M. Moleiro ed.: Barcelona, 1998
- El retablo de la Flagelación de Leonor de Velasco. Ediciones El Viso: Madrid, 1999
- Gil Siloe. El Retablo de la Concepción en la Capilla del obispo Acuña. Asociación Amigos de la Catedral de Burgos: Burgos, 2000
- Alejo de Vahía, mestre d'imatges “catálogo de exposición”. Museu Frederic Marès- Ajuntament de Barcelona (Quaderns del Museu Frederic Marès. Exposicions, 6): Barcelona, 2001

### Editor
- Arte medieval I. Alta Edad Media y Bizancio. (Fuentes y documentos para la Historia del Arte, II) (ed. y coord.). Gustavo Gili: Barcelona, 1982
- Arte Medieval II. Románico y Gótico. (Fuentes y documentos para la Historia del Arte, III) (ed. y coord.). Gustavo Gili: Barcelona, 1982
- Actas del V Congreso Español de Historia del Arte. (Barcelona, 29 octubre- 3 noviembre 1984) (J. Yarza y F. Español, eds.), vol. I Generalitat de Catalunya, Barcelona, 1986
- Estudios de iconografía medieval español. Universidad Autónoma de Barcelona: Bellaterra, 1984
- Catàleg d'escultura i pintura medievals. (Fons del Museu Frederic Marès/1), (F. Español y J. Yarza, dir.), Barcelona, 1991
- El Museo Frederic Marès. Barcelona (F. Español y J. Yarza), Ludion- Ibercaja (Musa Nostra. Colección Europea de Museos y monumentos): Bruselas, 1996
- L'artista artesà medieval a la Corona d'Aragó. Actes (Lleida, 14- 16 enero 1998). (J. Yarza y F. Fité, eds.) Institut d'Estudis Ilerdencs- Edicions de la Universitat de Lleida, 1999
- La miniatura medieval en la península Ibérica. Murcia: Nausícaä, 2007